# 29-й армейский корпус (вермахт)
29-й армейский корпус (нем. XXIX. Armeekorps), сформирован 20 мая 1940 года.

## Боевой путь корпуса
С 22 июня 1941 года — участие в германо-советской войне, в составе группы армий «Юг». Бои на  Украине против советских войск Юго-Западного фронта.
В 1942 году — бои в районе Белгорода, затем на Дону.
В 1943 году — бои на реке Миус, затем отступление на Украину.
c 16 февраля 1943 до 21:00 18 февраля 1943 штаб корпуса размещался Анастасиевка (Ростовская область)
С 21:00 18 февраля 1943  штаб корпуса размещался в Малокирсановка
С 11:00 23 февраля 1943  по 8 августа 1943  штаб корпуса размещался в Малокирсановка
В 1944 году — бои на Днепре, затем на Днестре, в Молдавии, отступление в Трансильванию.
В 1945 году — бои в Венгрии, затем в Моравии.

## Состав корпуса
|  | В сентябре 1941: - 71-я пехотная дивизия - 75-я пехотная дивизия - 95-я пехотная дивизия - 299-я пехотная дивизия - 99-я лёгкая пехотная дивизия В июне 1942: - 57-я пехотная дивизия - 75-я пехотная дивизия - 168-я пехотная дивизия В июле 1943: - 17-я пехотная дивизия - 336-я пехотная дивизия - 15-я полевая дивизия |  | В сентябре 1944: - 4-я полицейская моторизованная дивизия СС - 4-й венгерский корпус - 7-й венгерский корпус В марте 1945: - 15-я пехотная дивизия - 101-я лёгкая пехотная дивизия - 24-я венгерская дивизия |

## Командующие корпусом
- С 20 мая 1940 — генерал пехоты Ханс фон Обстфельдер
- С 21 мая 1943 — генерал танковых войск Эрих Бранденбергер
- С 1 сентября 1944 — генерал пехоты Курт Рёпке